# Наньянський технологічний університет
Наньянський технологічний університет (кит.: 南洋理工大學)— головний технологічний вищий навчальний заклад Сінгапуру.

## Структурні підрозділи
- Інженерний коледж:
  - Школа хімії та біомедицини (SCBE)
  - Школа цивільної та екологічної інженерії (CEE)
  - Школа комп'ютерної інженерії (SCE)
  - Школа електроніки й електротехніки (EEE)
  - Школа прикладних наук (MSE)
  - Школа механіки, авіації та космонавтики (MAE)
- Інженерний коледж
  - Школа біологічних наук (SBS)
  - Фізико-математична школа (SPMS)
- Школа бізнесу
- Коледж гуманітарних, соціальних наук і мистецтва
  - Школа мистецтва, дизайну та медіа (ADM)
  - Школа зв'язку та інформатизації (SCI)
  - Школа гуманітарних та соціальних наук (HSS)
- Інститут Конфуція
- Інститут управління готельним бізнесом
- Інститут підвищення кваліфікації
- Китайський науково-дослідний центр підприємництва